# 陈森吉
陈森吉（1937年—），男，高山族，台湾新竹人，生于吉林扶余，中国工程师，曾任吉林省四平联合化工研究所副所长，第八、九届全国政协委员。